# Мурашниця венесуельська
Мурашниця венесуельська (Grallaria chthonia) — вид горобцеподібних птахів родини Grallariidae.

## Поширення
Ендемік Венесуели. Описаний у 1956 році з чотирьох зразків зібраних на асієнді Ла-Провіденсія у штаті Тачира на заході країни. Згодом ліс у типовому місцезнаходженні був вирубаний, а ділянка перетворена на кавову плантацію. Спеціальні пошуки у вересні 1990 року та грудні 1996 року не дали результатів. Партизанські дії поблизу колумбійського кордону перешкоджали ретельним польовим дослідженням. Лише в червні 2016 року були знайдені шість птахів цього виду.

## Опис
Птах досягає в довжину 17 см. Його верхня частина коричнева. Корона і потилиця забарвленні в сірий колір. Горло і вуха коричневі. Нижня частина живота білувата, боки і груди мають сірі перегородки.